# Azusa (シンガーソングライター)
azusa（アズサ、1988年12月4日 - ）は、日本の女性シンガーソングライター。
鹿児島県大島郡大和村出身。所属レーベルはポニーキャニオン、所属事務所はWhite Dream系列のヴェインティイウノ。元スパークリング☆ポイントのメンバー。本名は満梓（みつ あずさ）、旧芸名は梓（あずさ）。

## 来歴
2003年11月、中学3年生の時に、奄美群島の徳之島にある徳之島文化会館で、徳之島委員会とビーイング内の音楽事務所LOOPが共同で行ったオーディション「Power of Dream」を受ける。入賞は逃したが審査員の評価が高かったため、声をかけられる。その後、同じく入賞は逃したものの評価が高かった亜衣里、同オーディションでグランプリを受賞した明日香とともにスパークリング☆ポイントを結成（同ユニットでは「梓」名義）。奄美大島のライブハウスでレッスンを開始する。2004年3月、中学卒業と同時に大阪府へ移住し、大阪市内の通信制高校に入学。
2004年9月1日に『Hey Hey Baby! You're NO.1!』でデビュー。2006年9月1日にリリースされた『恋の1-2-3』では、センターボーカルをつとめた。同作以降、明日香にかわりセンター&メインボーカルをつとめる。2007年2月23日にリリースされた『さよならのかわりに』では、作詞・作曲を手がけた。自身の中学卒業や高校卒業とリンクして製作された作品である。2007年3月24日に高校卒業。GIZA studioからNORTHERN MUSICへ移籍となり、東京都へ移住。
2007年7月4日にリリースされたアルバム『サンキュー!!』では「さよならのかわりに」以外に「幻の月」「夢と君と僕と」の作詞を担当。なお、1人で手がけた作品は本名の満梓名義である。同アルバムをリリース後、故郷の奄美大島での凱旋ライブを行う。しかし、同ライブを最後にCDのリリース情報やライブ情報が更新されなくなり、グループでの音楽活動は活動休止状態となっていた。唯一、レギュラー番組だったネットラジオ『スパくる』は継続されていた。
2008年3月からは「azusa」名義でのソロ活動が中心となる。2008年秋、ネットラジオ『スパくる』が終了。2009年4月14日よりあまみエフエムで、東京で夢に向かって頑張っている奄美出身の若者を紹介する番組『竜馬とazusaの東京でゆらおうDi!』のMCを奄美群島の徳之島出身のシンガーソングライター安田竜馬とともに務める。
2009年6月2日にスパークリング☆ポイントの解散が発表された。
2010年7月21日にポニーキャニオンよりTVアニメ『アマガミSS』のオープニングテーマ『i Love』で再デビュー。10月20日に2ndシングル『君のままで』をリリース。これ以降に発売したシングルやアルバムは全てスパークリング☆ポイント時代を超える売り上げを記録している。
2013年11月6日のブログで、活動休止を発表した。
2015年4月3日の2h最終回（鷲崎健の2h）に出演し、久々のメディア露出を果たす（出演は鷲崎本人が直接交渉した）。
2021年12月末より、YouTubeチャンネルFamily Bear –Dari Jepun–にてマレーシアの情報を動画で発信している。

## ライブ出演
- 2008年
  - 3月28日 - 大阪の「hills パン工場」で開催のMJTV presents HORIELIVE FACTORYに高岡亜衣、美元智衣とともに出演し、初のソロライブを成功させる。
  - 4月19日 - 東京の「新宿RUIDO K4」で開催の150組限定のライブにソロで出演し、2度目のソロライブを成功させる。
  - 8月31日 - 「渋谷RUIDOK 2」、9月10日に「両国Fourvalley」、9月23日に「小岩eM SEVEN」のライブに出演。
  - 10月29日 - 「渋谷SPUMA」でソロライブを行った。なお、初のカフェでのライブでもあった。
  - 11月13日 - 北千住にて初のストリートライブを行った。
  - 11月20日 - 北千住にてストリートライブを行った。
  - 12月5日 - 「渋谷SPUMA」で2度目のカフェライブに出演。
  - 12月13日 - 「四谷天窓.comfort」で行われたイベント「Super-right brain sence～舞い降りたメロディーvol.1」に出演。ソロライブを通じて知り合った、インディーズでピアノ弾き語りや楽曲提供の活動している角田紘之と曲の書きあい交換をした。同イベントにも角田紘之の誘いで出演した。
- 2009年
  - 1月20日 - 「渋谷RUIDO K2」での、ライブ「星・空・歌・音 vol.3」に出演。
  - 2月27日 - 「四谷天窓.comfort」でのライブ「comfort presents Precious!」に出演。
  - 4月17日 - 「渋谷RUIDO K2」での、ライブ「星・空・歌・音 vol.5」に出演。
  - 5月12日 - 「四谷天窓.comfort」でのライブ「comfort presents Precious!」に出演。
  - 5月27日 - 「渋谷SPUMA」でのライブ「Pop's Living」に出演。
  - 6月25日 - 「渋谷SPUMA」でのライブ「ツノッチ Dream Party～Super-right brain sence Vol.2」に出演。
  - 6月29日 - 「溝の口」にてストリートライブを行った。
  - 7月18日 - 「渋谷RUIDO K2」での奄美のイベント「第3回むじらしゃホコラシャTOKYO NIGHT」に出演。
  - 7月27日 - 「四谷天窓.comfort」でのライブ「Precious!」に出演。
  - 8月10日 - 「下北沢mona records」でのライブに出演。
  - 8月16日 - 「渋谷RUIDO K4」でのライブ「Wonderful Opportunity Season 6 ～Acoustic～」に出演。
  - 10月1日 - 「下北沢mona records」でのライブに出演。
  - 10月20日 - 「高田馬場 live cafe mono」でのライブに出演。
  - 10月28日 - 「高円寺 楽や」でのライブに出演。
  - 11月7日 - 「四谷天窓.comfort」でのライブ「comfort presents スリーマンライブ」に出演。
  - 11月24日 - 「吉祥寺SHUFFLE」でのライブ「Color Scene」に出演。
  - 12月9日 - 「下北沢mona records」でのライブに出演。
  - 12月24日 - 「池袋RUIDO K3」でのライブに出演。
- 2010年
  - 1月22日 - 「四谷天窓.comfort」でのライブに出演。
- 2011年
  - 6月3日 - 中野サンプラザホールでのライブ「～東日本大震災チャリティアニソンコンサート～(AnimeSong)Smile」に出演。

## ディスコグラフィ

### シングル
| 枚  | 発売日         | タイトル           | 規格品番                                  | 最高位 |
| --- | -------------- | ------------------ | ----------------------------------------- | ------ |
| 1st | 2010年7月21日  | i Love             | PCCG-01100                                | 30位   |
| 2nd | 2010年10月20日 | 君のままで         | PCCG-01112                                | 22位   |
| 3rd | 2011年4月27日  | 夢ノート           | PCCG-01162（特別盤） PCCG-01164（通常盤） | 38位   |
| 4th | 2011年5月18日  | 真夏のフォトグラフ | PCCG-01167                                | 38位   |
| 5th | 2012年2月1日   | Check my soul      | PCCG-01229                                | 20位   |
| 6th | 2012年2月8日   | 告白               | PCCG-01230                                | 20位   |
| 7th | 2012年10月17日 | 太陽のサイン       | PCCG-70165（神姫盤） PCCG-70166（通常盤） | 23位   |

#### 配信限定シングル
| 発売日        | タイトル                          | 規格                   |
| ------------- | --------------------------------- | ---------------------- |
| 2010年12月8日 | stories 〜azusa self-cover ver.〜 | デジタル・ダウンロード |

### アルバム
| 枚  | 発売日        | タイトル | 規格品番   | 規格品番  | 最高位 |
| 枚  | 発売日        | タイトル | 初回限定盤 | 通常盤    | 最高位 |
| --- | ------------- | -------- | ---------- | --------- | ------ |
| 1st | 2011年8月31日 | azusa    | PCCG-1190  | PCCG-1188 | 37位   |

### 映像作品
| 枚  | 発売日        | タイトル                                   | 規格品番   | 最高位 |
| --- | ------------- | ------------------------------------------ | ---------- | ------ |
| 1st | 2012年8月22日 | azusa Music Video & Live DVD 〜visuel〜 #1 | PCCG-52219 | 118位  |

### 参加作品
| 楽曲               | 発売日         | アーティスト | 収録作品                                                                                 | 備考       |
| ------------------ | -------------- | --- | ---------------------------------------------------------------------------------------- | ---------- |
| stories            | 2010年12月15日 | 絢辻詞（名塚佳織）、桜井梨穂子（新谷良子）、 棚町薫（佐藤利奈）、中多紗江（今野宏美）、 七咲逢（ゆかな）、森島はるか（伊藤静） | TVアニメ「アマガミSS」 キャラクターイメージソングス For You…                             | 作詞・作曲 |
| Soじゃない!?       | 2011年5月3日   | アスタロッテ・ユグヴァール（釘宮理恵）                                                                                         | TVアニメ「アスタロッテのおもちゃ!」 キャラクターソングCD Vol.1 アスタロッテ/ユーディット | 作詞       |
| ムーンライト       | 2011年5月3日   | ユーディット・スノーレヴィク（生天目仁美）                                                                                     | TVアニメ「アスタロッテのおもちゃ!」 キャラクターソングCD Vol.1 アスタロッテ/ユーディット | 作詞       |
| 大胆♪Girl          | 2011年5月18日  | 塔原明日葉（田村ゆかり） | TVアニメ「アスタロッテのおもちゃ!」 キャラクターソングCD Vol.2 明日葉/直哉               | 作詞       |
| 1mmスカイライン    | 2011年5月18日  | 塔原直哉（佐藤利奈） | TVアニメ「アスタロッテのおもちゃ!」 キャラクターソングCD Vol.2 明日葉/直哉               | 作詞       |
| ナイトサーベル     | 2011年6月15日  | グリゼルダ・レギンハルト（藤村歩）                                                                                             | TVアニメ「アスタロッテのおもちゃ!」 キャラクターソングCD Vol.3 ゼルダ/エフィ             | 作詞       |
| milky way          | 2011年6月15日  | エルフレダ・ミルヤスドッティル（堀江由衣）                                                                                     | TVアニメ「アスタロッテのおもちゃ!」 キャラクターソングCD Vol.3 ゼルダ/エフィ             | 作詞       |
| この世はミステリー | 2011年6月15日  | イングリッド・ソルヴェイク・ソルグリムス（斎藤千和）                                                                           | TVアニメ「アスタロッテのおもちゃ!」 キャラクターソングCD Vol.4 イニ/エリカ               | 作詞       |
| ミライコンパス     | 2011年6月15日  | エリカ・ドラクール・ドレイプニルス（後藤邑子）                                                                                 | TVアニメ「アスタロッテのおもちゃ!」 キャラクターソングCD Vol.4 イニ/エリカ               | 作詞       |
| スイッチ・オン!!!  | 2011年7月6日   | イサドーラ・フィンスドッティル（阿澄佳奈） シグルド・スヴェインソン・スヴァルトヘイズ（吉野裕行）                              | TVアニメ「アスタロッテのおもちゃ!」 キャラクターソングCD Vol.4 イニ/エリカ               | 作詞       |
| Midnight Kiss      | 2011年7月6日   | メルチェリーダ・ユグヴァール（皆口裕子）                                                                                       | TVアニメ「アスタロッテのおもちゃ!」 キャラクターソングCD Vol.4 イニ/エリカ               | 作詞       |
| Your Smile         | 2012年2月22日  | 絢辻詞（名塚佳織） | TVアニメ「アマガミSS+ plus」 Character Songs w/OST「always vol.01」                      | 作詞       |
| アイスクリーム日和 | 2012年2月22日  | 桜井梨穂子（新谷良子） | TVアニメ「アマガミSS+ plus」 Character Songs w/OST「always vol.01」                      | 作詞       |
| SIMP-RISM          | 2012年2月22日  | 七咲逢（ゆかな） | TVアニメ「アマガミSS+ plus」 Character Songs w/OST「always vol.01」                      | 作詞       |
| Distance           | 2012年3月7日   | 棚町薫（佐藤利奈） | TVアニメ「アマガミSS+ plus」 Character Songs w/OST「always vol.02」                      | 作詞       |
| 真冬のセレナーデ   | 2012年3月7日   | 中多紗江（今野宏美） | TVアニメ「アマガミSS+ plus」 Character Songs w/OST「always vol.02」                      | 作詞       |
| Sweet Graduation   | 2012年3月7日   | 森島はるか（伊藤静） | TVアニメ「アマガミSS+ plus」 Character Songs w/OST「always vol.02」                      | 作詞       |
| Wonder Land        | 2012年3月7日   | 橘美也（阿澄佳奈） | TVアニメ「アマガミSS+ plus」 Character Songs w/OST「always vol.02」                      | 作詞       |
| Install x Dream    | 2012年10月17日 | アン（阿澄佳奈）、ヒナ（茅原実里）、 アイネス（水橋かおり）、レーネ（中島愛）                                                  | TVアニメ「武装神姫」 オープニングテーマ                                                  | 作詞       |

### ソロ未発売曲
- With U
- I just believe
- ひとりぼっち
- 砂時計
- クリスマス・イブ
- cry cry
- ハタチの手纸
- Remember Our Time
- YELL
- 2hの輪

## タイアップ
| 曲名               | タイアップ                                                                   |
| ------------------ | ---------------------------------------------------------------------------- |
| i Love             | テレビアニメ『アマガミSS』前期オープニングテーマ                             |
| 君のままで         | テレビアニメ『アマガミSS』後期オープニングテーマ                             |
| 夢ノート           | テレビアニメ『もしドラ』オープニングテーマ                                   |
| 真夏のフォトグラフ | テレビアニメ『アスタロッテのおもちゃ!』エンディングテーマ                    |
| 明日晴れたら       | テレビ東京『あにてれ Presents アニソンぷらす+』2011年8月度エンディングテーマ |
| Check my soul      | テレビアニメ『アマガミSS+ plus』オープニングテーマ                           |
| 告白               | テレビアニメ『アマガミSS+ plus』エンディングテーマ                           |
| 太陽のサイン       | テレビアニメ『武装神姫』エンディングテーマ                                   |

## 出演

### ラジオ
- 竜馬とazusaの東京でゆらおうDi!（2009年4月14日 - 2011年3月、ディ!ウェイヴ） - 安田竜馬との合同MC
- A&G ARTIST ZONE 2h（月曜パーソナリティ：2010年10月4日 - 2012年12月24日、超!A&G+）